# Mesochorus luminis
Mesochorus luminis là một loài tò vò trong họ Ichneumonidae.